# Matt Pelissier
Matt Pelissier, ameriški bobnar, * ?
Matt je bil eden od dveh ustanoviteljev skupine My Chemical Romance (poleg Gerarda Wayja). Do leta 2004 je bil njihov bobnar.
1. ↑  Freebase Data Dumps — Google.